# Бляйбтрой, Георг

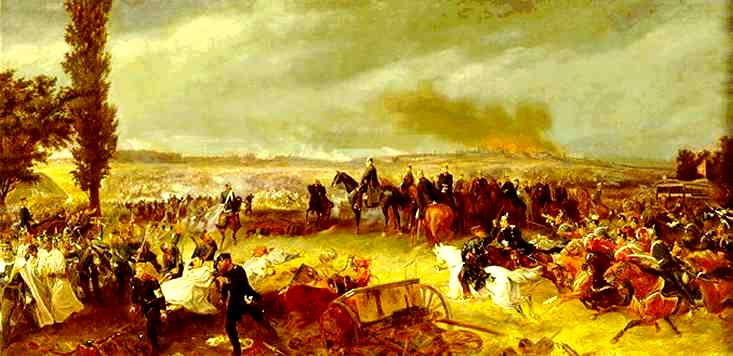
Битва при Кёниггреце

Георг Бляйбтрой (нем. Georg Bleibtreu; 27 марта 1828, Ксантен, королевство Пруссия, — 16 октября 1892, Берлин, Германская империя) — немецкий художник, представитель Дюссельдорфской художественной школы, известный своими батальными полотнами. Отец писателя Карла Бляйбтроя.

## Биография
Бляйбтрой учился в Дюссельдорфе и позже переселился в Берлин. Его первые картины изображали сцены из датско-прусской войны 1848-1850 годов. Потом он создал такие картины, как Schlacht bei Großbeeren и Schlacht bei Waterloo. На тему Датской войны 1864 года он написал картину Übergang nach Als. Он также создал картину о битве при Кёниггреце в период австро-прусской войны.
В его честь названа улица в берлинском районе Шарлоттенбург (Бляйбтройштрассе).
Согласно Военной энциклопедии Сытина
Художественная критика, чуждая патриотических увлечений, довольно сдержанно отзывается о достоинствах Бляйбтроя, как художника, но отмечает его реалистическую добросовестность и тщательную точность в изображении деталей.